# Ambassade de Croatie en France
L'ambassade de Croatie en France est la représentation diplomatique de la république de Croatie auprès de la République française. Elle est située 7, square Thiers dans le 16e arrondissement de Paris, la capitale du pays.

## Liste des ambassadeurs
| Date de nomination | Date de nomination | Date de remise des lettres de créance | Date de remise des lettres de créance | Diplomate                            |
| ------------------ | ------------------ | ------------------------------------- | ------------------------------------- | ------------------------------------ |
| ?                  |                    | 13 septembre 1995                     | [ JORF 1 ]                            | Smiljan Simac                        |
| ?                  |                    | 26 novembre 1999                      | [ JORF 2 ]                            | Marko Zaja                           |
| ?                  |                    | 22 janvier 2002                       | [ JORF 3 ]                            | Bozidar Gagro                        |
| ?                  |                    | 19 avril 2007                         | [ JORF 4 ]                            | Mirko Galić (hr)                     |
| ?                  |                    | 22 février 2013                       | [ JORF 5 ]                            | Ivo Goldstein (en)                   |
| ?                  |                    | 18 décembre 2017                      | [ JORF 6 ]                            | Filip Vučak (d)                      |
| 2021               |                    |                                       |                                       | Senka Burić, chargée d'affaires a.i. |